# Partido judicial de Tudela
El partido judicial de Tudela es uno de los cinco partidos judiciales de Navarra, en concreto es el partido judicial n.º 3 de la provincia de Navarra. Cuenta con tres Juzgados de Primera Instancia e Instrucción.

## Municipios que lo integran
Los municipios que lo integran son 23 y en total conforman un total aproximado de 84 528 habitantes:
Ablitas, Arguedas, Barillas, Buñuel, Cabanillas, Cadreita, Carcastillo, Cascante, Castejón, Cintruénigo, Corella, Cortes, Fitero, Fontellas, Fustiñana, Mélida, Monteagudo, Murchante, Ribaforada, Tudela, Tulebras, Valtierra y Villafranca.